# Historique du parcours international de l'USM Alger
L'Union sportive de la médina d'Alger est un club de football professionnel algérien basé à Alger et fondé en 1937. Cet article retrace l'historique des campagnes africaines du USMA depuis sa fondation et sa première participation à une compétition africaine en 1982.
Le club de la capitale commence réellement son parcours africain dans les années 1980, ils ont représenté l'Algérie en Ligue des champions à sept reprises, la Coupe de la confédération à trois reprises, la Coupe d'Afrique des vainqueurs de coupe aujourd'hui disparue à sept reprises, et la Coupe de la CAF aujourd'hui disparue une fois. À l'Union des associations arabes de football (UAFA), ils ont participé à plusieurs reprises. Ils ont représenté l'Algérie en Ligue arabe des champions à cinq reprises, et la Coupe du Maghreb des vainqueurs de coupe aujourd'hui disparue à deux reprises.

## Histoire africaine (CAF)

### Le début
Après avoir remporté la Coupe d'Algérie pour la première fois, Union Sportive de la Kahraba d'Alger à obtenu la première participation continentale à la Coupe d'Afrique des vainqueurs de coupe 1982, et le premier match était contre le CARA Brazzaville et la première équipe était sur la figure ci-dessous:
« Kesraoui, Soumatia, Ali Messaoud, Derouaz, Keddou, Slimani, Rabet, Boutamine, Talbi, Gueddioura, Betrouni, l'entraîneur Ali Benfadah ».
Le premier but de l'USK Alger était dans le match retour contre la même équipe marqué par Hocine Rabet, et il s'est terminé par la première victoire continentale avec deux buts, et sa carrière s'est arrêtée en quart de finale après la défaite contre le Ghanéen Hearts of Oak. En 1989 dans la même compétition, la participation n'a pas été bonne en raison d'une grande crise financière et économique, le gouvernement algérien en place en 1989 décide d'abandonner la réforme de 1977, et son retour à l'ancien nom l'Union Sportive de la Médina d'Alger, l'équipe ne s'est pas déplacée à Madagascar pour jouer le match retour de quarts de finale contre le Football Club Banky pour des raisons financières.

### Sous la direction de Saïd Allik

#### Phase de groupes de la Ligue des champions
Lors de la première nouvelle édition de la Ligue des champions 1997, l'USM Alger a participé en tant que Champion d'Algérie, où il a atteint la phase de groupes avec le Raja de Casablanca, Primeiro de Agosto et Orlando Pirates. Au dernier tour, où a-t-il joué contre Primeiro de Agosto en même temps que l'autre match en Afrique du Sud, USM Alger a avancé dans le résultat avec un but en première mi-temps, et à l'approche de la fin du match, les joueurs entendu que le Raja de Casablanca était à égalité, donc le match s'est terminé en Algérie mais en Afrique du Sud le match ne s'est pas terminé, et dans les arrêts de jeu le Raja de Casablanca a marqué le but gagnant et s'est qualifié pour la finale. À cette époque seuls les leaders se qualifiaient pour la finale, qui se qualifiait uniquement à la différence de buts. Des années plus tard, plusieurs joueurs ont déclaré que les arbitres étaient la raison pour laquelle ils n'avaient pas atteint la finale, et que les arbitres du dernier match résidaient au Maroc avant de se rendre en Algérie. Avec la fin de la compétition, Tarek Hadj Adlane a remporté le titre de meilleur buteur avec sept buts conjointement avec le Togolais Kossi Noutsoudje.
Lors de la Coupe d'Afrique des vainqueurs de coupe 1998, USM Alger a atteint les quarts de finale, où il a été éliminé contre Primeiro de Agosto d'Angola, après une défaite aller-retour. Lors de la Coupe de la CAF 1999, il y avait une opportunité de remporter le titre, où il a atteint les quarts de finale contre le Wydad AC. Au match retour, il était en tête du résultat avec deux buts qui l'ont qualifié pour les demi-finales, mais dans les arrêts de jeu le Wydad AC a marqué le but de la qualification. Avant cela, au deuxième tour Hadj Adlane a réussi le premier triplé de l'histoire de la participation continentale de l'USM Alger face au club soudanais d'Al Ahly Wad Madani. Lors de la Coupe d'Afrique des vainqueurs de coupe 2000 et au premier tour face à JS Ténéré du Niger, malgré sa victoire et après la protesté contre la qualification d'Siaka Coulibaly, la commission d'organisation des compétitions interclubs de la CAF a décidé d'exclure l'USM Alger. La décision de la CAF se base sur l’article 8 paragraphe 4 du statut du joueur de la FIFA qui stipule qu’un joueur ne peut être qualifié à prendre part à des compétitions internationales si son club acquéreur n’obtient pas dans un délai de trente jours. la CAF a décidé de priver l'USM Alger de toute compétition continentale pendant un an.

#### Demi-finales deux fois consécutives
Le retour en Afrique s'est fait depuis la porte de la Coupe d'Afrique des vainqueurs de coupe en 2002. Les concurrents n'étaient pas de haut niveau. En quart de finale contre l'US Transfoot malgache, USM Alger a remporté une victoire écrasante avec huit buts pour se qualifier pour la première fois en demi-finale, où il a affronté le Wydad AC, après être revenu avec un match nul 0-0 de Casablanca, il devait gagner n'importe quel résultat pour atteindre la finale, mais cela s'est terminé par un match nul 2-2, donc le Wydad AC s'est qualifié selon la Règle des buts marqués à l'extérieur. L'USMA retrouve les plus grandes compétitions continentales la Ligue des champions de la CAF après une absence de six ans, au tour préliminaire USM Alger a joué à l'extérieur de son stade en raison de la sanction par la CAF. Malgré cela il s'est qualifié pour la phase de groupes où il a signé avec ES Tunis, Canon Yaoundé et l'Angolais AS Aviação. Le début a été mauvais avec deux défaites, après quoi Les Usmistes ont remporté trois victoires consécutives, pour se qualifier pour les demi-finales, où ils ont affronté Enyimba et après un match nul 1-1 en Algérie, au match retour ils ont été battus 2-1, le deuxième but est venu dans les arrêts de jeu. L'attaquant malien Mamadou Diallo a remporté le titre de meilleur buteur avec dix buts, c'est la deuxième fois qu'un joueur de l'USMA y parvient.

### L'ère d'Ali Haddad

#### Première finale de la Ligue des champions
Lors de la Coupe de la confédération 2013, l'équipe ne l'a pas mis comme cible et est sortie en huitièmes de finale contre l'équipe gabonaise US Bitam. et après une absence de huit ans de la Ligue Africaine des Champions USM Alger En Ligue des Champions de la CAF en 2015 c'était le début du Tour préliminaire contre le club Tchadiens Foullah Edifice FC équipe Moi de trop pour se qualifier pour rencontrer le match aller gagné 3–0 soit au match retour s'est soldé par la défaite de l'USM Alger, 3-1. pour passer avec beaucoup de difficulté au tour suivant où affrontait un club sénégalais de l'AS Pikine Qualifié pour les huitièmes de finale avant la phase de groupes facilement être 6-2 au total. En huitièmes de finale contre le Club Guinée AS Kaloum pour se qualifier au total 3–2. à la phase de groupes pour la première fois en 11 ans, avec le début de la nouvelle saison, l'entraîneur Miloud Hamdi a mené temporairement l'équipe contre l'ES Sétif au première journée et a terminé par la victoire de l'USMA 2-1 puis lors de la deuxième journée contre Al Merreikh gagner afin de Belaïli puis victoire sur la deuxième équipe algérienne du groupe MC El Eulma dans les deux sens un total de 3-1. pour la garantie de se qualifier pour la demi-finale puis a battu l'ES Sétif 3-0 et enfin lors de la dernière journée l'équipe a perdu contre Al Merreikh par un seul but, en demi-finale face à une autre équipe soudanaise c'est Al Hilal au match aller à Omdurman a gagné 2-1, a ouvert la porte du score pour les hôtes par Careca puis a égaliser égalisé le résultat à la 13e minute, en deuxième mi-temps le jeune Baïteche a marqué le but de la victoire à la 67e minute, au match retour Gardez l'équipe sur le résultat Allez finir de lancer sans but pour qualifier l'USM Alger pour la première fois en finale. pour affronter le meilleur club africain du TP Mazembe au match aller, l'USMA a souffert de l'absence de riz de ses stars en raison de blessures et de suspension, a mis fin à la victoire des visiteurs à 1–2 et a marqué le seul but de Seguer à la dernière minute. au match retour, il est apparu que la différence de niveau des propriétaires des hôtes se termine par la victoire, 2-0.

#### Malgré les moyens, seules le demi-final
En Ligue des champions de la CAF 2017, ils ont affronté au premier tour le RC Kadiogo et ont gagné avec difficulté en allant 2-0 ont signé dans les 20 dernières minutes. après cela au match retour ont été battus par un seul but était suffisant pour se qualifier pour la phase de groupes mais avec la fin du match les joueurs, les supporters de l'USMA et les journalistes algériens ont été agressés par des supporters du RC Kadiogo qui ont pris d'assaut le terrain pour intervenir après cela l'Algérien ambassadeur à Ouagadougou, qui a demandé aux responsables locaux de protéger l'équipe algérienne jusqu'à son retour en Algérie,. deux jours plus tard, le ministre des sports du Burkina Faso s'est excusé pour ce qui est arrivé à l'équipe.
Lors de la phase de groupes de la Ligue des champions de la CAF, l'équipe a signé dans le groupe B avec Zamalek SC, CAPS United du Zimbabwe et Al Ahly Tripoli. c'est la première fois que l'USMA joue contre ces clubs et pour la première fois contre un club du Zimbabwe dans le même contexte, l'USM Alger Administration a décidé de recevoir ses concurrents au Stade du 5-Juillet-1962. Le premier match était contre Al Ahly Tripoli et s'est terminé par la victoire de l'USM Alger menée à trois buts par Chafaï, Andria et Darfalou. lors du deuxième match contre CAPS United au National Sports Stadium de Harare, l'USMA a battu 2-1 dans les dernières minutes. Le début des matchs a été difficile à cause de la grande chaleur et la première mi-temps s'est terminée 1-0 pour les hôtes. Cependant, en seconde période, l'Union a pu modifier le résultat par Ayoub Abdellaoui, le premier de son histoire en tant que joueur professionnel. mais malgré le contrôle de l'Union qu'une erreur dans la défense a coûté à l'équipe le but du match pour CAPS United. Puis au troisième match contre Zamalek SC, l'équipe est revenue avec un match nul précieux, même s'il a pu s'imposer sans le but qu'il a encaissé à la dernière minute après l'erreur du gardien Zemmamouche star du match. l'entraîneur Paul Put a déclaré après la fin des matchs que son équipe avait perdu la victoire mais le match nul est considéré comme positif et l'espoir est toujours grand d'atteindre les quarts de finale.
Lors du match contre Zamalek SC, l'USM Alger a gagné 2-0 lors d'un événement du Ramadan avec 40 000 spectateurs. Bellahcene a marqué le premier but en fin de première mi-temps, en deuxième mi-temps et dans les dernières minutes Meziane a marqué le deuxième but, l'USMA a gagné de manière méritoire et a pris la tête du Groupe B avec 7 points,. l'équipe s'est ensuite rendue en Tunisie pour affronter Al Ahly Tripoli à la recherche d'un résultat positif et avec 5 000 supporters Usmiste qui se sont rendus au stade l'USM Alger a obtenu un résultat positif, un match nul 1–1 les maintient en tête et lors de  la dernière journée contre CAPS United et plus de 50 000 spectateurs, l'équipe devait gagner pour assurer la tête et avait une lourde avance de 4-1,. puis, à la 80e minute, le stade a connu une belle ambiance dans les tribunes pour fêter les 80 ans de la fondation de l'équipe en présence des anciennes stars de l'équipe qu'ils sont, Bengana, Mansouri, Abdouche, Mouassi, Lalili, Hadj Adlane, Ghoul, Achiou, Dziri, Rahim, et dont l'ancien entraîneur Noureddine Saâdi, l'ancien président Saïd Allik et les dirigeants du Front de libération nationale algérien pendant la guerre d'indépendance algérienne, Yacef Saâdi qui est en même temps l'ancien président du club. la joie a été complétée par la qualification pour les quarts de finale.
En quart de finale contre Ferroviário Beira du Mozambique, l'équipe a très mal performé, en particulier lors du match retour, où elle s'est qualifiée avec difficulté après un match nul au total des deux matches 1-1 est qualifié avec la règle des buts marqués à l'extérieur. après celle en demi-finale contre le WAC Casablanca voisin, elle s'est déroulée dans une ambiance fraternelle d'autant plus que toutes deux ont été fondées la même année 1937, et malgré les relations diplomatiques tendues entre les deux pays mais les supporters des deux équipes étaient à l'heure. Les supporters du Wydad ont reçu en Algérie des billets gratuits pour le stade et il en a été de même pour le WAC Casablanca lors du match retour,. Au match aller et devant plus de 65 000 supporters, l'USM Alger a réalisé une performance très modeste. Même si le terrain était très mauvais, il était possible de faire mieux. Au match retour, l'USMA a perdu 3-1, et malgré le fait que le Wydad jouait avec 10 joueurs, mais l'équipe n'a pas pu modifier le résultat, Pour ne pas atteindre son objectif de remporter la Ligue des champions de la CAF pour la première fois également pour la troisième fois Wydad pour éliminer l'USM Alger dans les championnats continentaux après 1999 et 2002.

#### La crise et la fin du règne de ETRHB Haddad
Lors de la Ligue des champions de la CAF 2019-2020, la participation a été difficile en raison de problèmes administratifs et financiers. Le 4 août 2019, Al-Hayat Petroleum Company a décidé de payer les frais de voyage au Niger afin de jouer le tour préliminaire, la même société qui veut acheter la majorité des actions du club. Lors de la rencontre de la phase de groupes contre le WAC Casablanca, le capitaine Brahim Nekkach a remis un cadeau spécial à Zemmamouche, qui était un document datant de 77 ans, qui est une lettre que l'Union Sportive Musulmane Algéroise avait adressée au WAC Casablanca en 1943 l'invitant à participer à un tournoi amical en Algérie et l'affronter.

### Nouveau propriétaire Groupe SERPORT

#### Premier titre continental

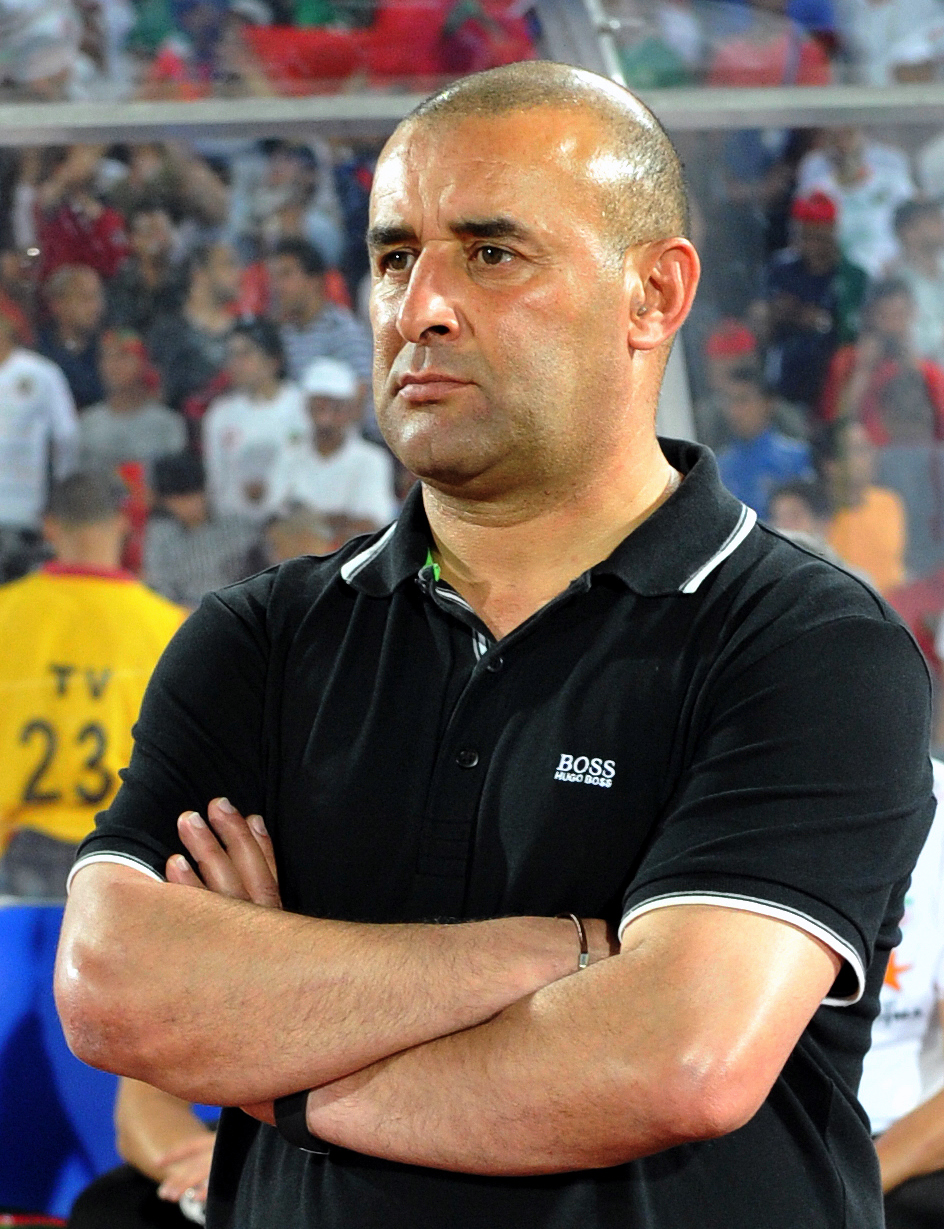
Abdelhak Benchikha mène l'USM Alger à remporter le premier titre continental en remportant la Coupe de la confédération 2022-2023.

Le 3 mars 2020, après la fin de l'ère du précédent propriétaire Ali Haddad, il a été annoncé que le Groupe SERPORT avait racheté la majorité des parts du club,. Malgré les débuts difficiles et les nombreux changements de direction et d'entraîneurs, lors de la saison 2022-23, Avec l'élimination de la Coupe d'Algérie et la grande différence avec les leaders de la Ligue 1, remporter la Coupe de la Confédération est devenu le seul objectif cette saison, comme l'a déclaré le président du conseil d'administration Sid Ahmed Arab. Avant le début de la phase de poules, Boualem Charef a été limogé et remplacé par Abdelhak Benchikha qui avait une belle expérience en Afrique,. En quart de finale du match aller contre l'AS FAR, l'USMA s'est imposée grâce à deux buts marqués par les défenseurs Saâdi Radouani et Zineddine Belaïd. Au match retour et après un magnifique accueil de la part de l'équipe marocaine, le début de match n'a pas été bon puisqu'elle a encaissé un but dans les dix premières minutes, deux minutes après que Radouani a égalisé le score, en deuxième mi-temps et en première. quart L'AS FAR a marqué le deuxième but, mais le remplaçant Khaled Bousseliou a égalisé le score à la 78e minute ce qui a facilité la mission de l'USM Alger de se qualifier pour les demi-finales,.
En demi-finale, le club s'est déplacé à Bouaké pour jouer contre l'ASEC Mimosas où il est revenu par un match nul, une semaine plus tard lors du match retour, l'USMA s'est qualifiée pour la finale pour la première fois après avoir gagné avec deux buts. Benchikha a déclaré après le match qu'il était temps de remporter le titre de la Coupe de la Confédération de la CAF pour la première fois dans l'histoire de l'USM Alger, a également déclaré « Je suis très content de cette rencontre et du résultat. Je suis aussi content de ce que notre public a fait dans les gradins". L'USM Alger a fait un grand pas vers le titre en s'imposant 2-1 à Dar es Salaam lors du match aller de la finale de la Coupe de la Confédération contre Young Africans. C'est sur un terrain détrempé que l'USMA a livré une vraie bagarre de bout en bout, Mahious a ouvert le score à la 32e minute après une faute de Brahim Benzaza, malgré tout Young Africans a égalisé à la 81e minute avec un très beau but inscrit par Mayele. Pourtant moins de trois minutes plus tard ils mènent une offensive d'Orebonye qui trouve Bousseliou dans la surface qui sans panique va décaler Islam Merili qui marque le deuxième but. Le 3 juin 2023, l'USM Alger est devenu le premier vainqueur algérien de la Coupe de la confédération et le premier titre international de son histoire, malgré une défaite 1-0 à domicile lors du match retour de la finale. Alors que la pluie qui a commencé au début de la seconde mi-temps est devenue de plus en plus forte, le match est devenu de plus en plus décousu, l'USMA a empoché un record de deux millions de dollars pour sa victoire.

#### L'USMA sur le toit de l'Afrique
Le 16 juillet 2023, Benchikha a annoncé qu'il resterait dans le club malgré les offres qu'il avait reçues de clubs extérieurs au pays. Lors du premier match de la saison en Supercoupe de la CAF, l'USM Alger a remporté le titre après s'être imposé face à Al Ahly SC pour remporter son deuxième titre continental. Le 17 novembre, la Confédération africaine de football a finalisé la liste des nommés pour les CAF Awards 2023. Pour le titre de meilleur entraîneur, Abdelhak Benchikha vainqueur de la Coupe de la confédération et de la Supercoupe de la CAF est nommé. Le défenseur Zineddine Belaïd et l'attaquant Aymen Mahious concourront pour le titre de meilleur joueur africain dans les compétitions de clubs (CAF CL et CAF CC). L'USM Alger, détenteur de la Coupe de la confédération et de la Supercoupe de la CAF, est nommé pour le titre de meilleur club d'Afrique, aux côtés d'Al Ahly SC, du Wydad AC, Mamelodi Sundowns et Young Africans.
Lors de la campagne pour défendre le titre de la Coupe de la confédération, l'USMA a affronté en demi-finale le club marocain RS Berkane. Trois jours avant le match, RS Berkane s'est rendu en Algérie. En raison de l'ambiguïté concernant les maillots de match qui montrent la carte du Maroc, y compris le Sahara occidental. L'Algérie a d'ailleurs rompu ses relations diplomatiques avec son voisin marocain à cause de ce dossier, les douanes algériennes ont demandé à voir ces maillots et n'ont pas permis à la délégation de les prendre,. Le jour du match RS Berkane a refusé de jouer le match sans son maillot. Le 24 avril 2024, Il a été annoncé que le comité d'organisation de la compétition avait sanctionner l'USM Alger par forfait en lui imputant une défaite 3-0 pour le match aller,.
Malgré la crise persistante due au match aller, l'USM Alger s'est rendue au Maroc le 26 avril. Lors de la réunion technique de veille de match RS Berkane a-t-elle indiqué qu'elle a prévu d'arborer le jeu de maillot floqué de la carte du Maroc avec le Sahara Occidental. L'USM Alger a refusé de jouer le match et les officiels ont attendu un quart d'heure avant de se rendre compte qu'une des deux équipes n'était pas sortie des vestiaires,. Le 2 mai, La CAF a désigné le RS Berkane comme finaliste de la Coupe de la confédération et déclare transmettre le dossier à la commission de discipline pour d'éventuelles autres sanctions envers la FAF,.
Le 2 mai, le Tribunal arbitral du sport il a annoncé avoir rejeté la requête en référé de suspendre la décision du jury d'appel de la CAF qui validait l'utilisation du maillot du RS Berkane, en l'absence de réponse de la part de la Confédération africaine de football. Cependant le dossier reste ouvert sur le fond et le tribunal est en train de recueillir les élements de chaque partie,. Le 10 mai, le tribunal de Lausanne a une nouvelle fois rejeté une demande de l'USM Alger visant à suspendre la finale de la Coupe de la Coupe de la confédération, en attendant la conclusion de la procédure d'arbitrage avec la CAF dans l'affaire RS Berkane,.
Le 13 novembre 2024, le TAS a entendu les différentes parties dans l'affaire dite des maillots, à savoir l’USM Alger et la FAF d'une part et la RS Berkane, la FRMF et la CAF d'autre part. Le juge espagnol chargé de l'instruction de l'affaire a écouté les arguments des différentes parties via l'application Zoom, l'audience a duré trois heures. Finalement, le juge du TAS a laissé l'affaire en délibéré,. 
Le 26 février 2025, le Tribunal arbitral du sport (TAS) a admis l'appel de la FAF contre la CAF, la FRMF et la RS Berkane concernant la validation des maillots de la RS Berkane sur lesquels figure une carte du Maroc incluant le Sahara Occidental,,. La Formation arbitrale du TAS a conclu que les maillots du RS Berkane pour la Coupe de la confédération 2023-2024, en ce qu’ils représentent une carte territoriale comprenant une image à caractère politique, étaient contraires aux règlements de la CAF. La décision de la CAF de maintenir l'approbation des maillots est ainsi annulée et l’appel de la FAF est admis. Le TAS ne s’est pas mêlé pour autant des résultats de la Coupe de la confédération 2023-2024.

## Parcours par saison

### 1982
Coupe des coupes 1982 :
| N° | Tour               | Club             | Aller | Total  | Retour | Club          |   |
| -- | ------------------ | ---------------- | ----- | ------ | ------ | ------------- | - |
| 1  | Seizième de finale | CARA Brazzaville | 1 - 0 | 1 - 2  | 0 - 2  | USM Alger     | 2 |
| 3  | Huitième de finale | Bendel Insurance | 3 - 1 | 3 - 3E | 0 - 2  | USM Alger     | 4 |
| 5  | Quarts de finale   | USM Alger        | 2 - 1 | 2 - 3  | 0 - 2  | Hearts of Oak | 6 |

### 1989
Coupe des coupes 1989 :
| N° | Tour               | Club         | Aller | Total           | Retour | Club      |    |
| -- | ------------------ | ------------ | ----- | --------------- | ------ | --------- | -- |
| 7  | Seizième de finale | Liberté FC   | 1 - 0 | 1 - 4           | 0 - 4  | USM Alger | 8  |
| 9  | Huitième de finale | Stade malien | 1 - 0 | 1 - 1 3 - 4 Tab | 0 - 1  | USM Alger | 10 |
| 11 | Quart de finale    | USM Alger    | 1 - 3 | forfait         | NI     | FC BFV    | -  |

### 1997
Ligue des champions 1997 :
|    | Tour               | Club               | Aller | Total | Retour | Club               |    |
| -- | ------------------ | ------------------ | ----- | ----- | ------ | ------------------ | -- |
| 12 | Seizième de finale | CD Travadores      | 1 - 3 | 2 - 9 | 1 - 6  | USM Alger          | 13 |
| 14 | Huitième de finale | Udoji United       | 2 - 0 | 0 - 3 | 0 - 3  | USM Alger          | 15 |
| 16 | Groupe A : J1/J4   | USM Alger          | 2 - 2 | 4 - 2 | 2 - 0  | Raja de Casablanca | 19 |
| 17 | Groupe A : J2/J5   | USM Alger          | 2 - 1 | 3 - 2 | 1 - 1  | Orlando Pirates    | 20 |
| 18 | Groupe A : J3/J6   | Primeiro de Agosto | 2 - 1 | 2 - 2 | 0 - 1  | USM Alger          | 21 |

| Rang | Équipe             | Pts | J | G | N | P | Bp | Bc | Diff |
| ---- | ------------------ | --- | - | - | - | - | -- | -- | ---- |
| 1    | Raja de Casablanca | 11  | 6 | 3 | 2 | 1 | 10 | 6  | +4   |
| 2    | USM Alger          | 11  | 6 | 3 | 2 | 1 | 9  | 6  | +3   |
| 3    | Primeiro de Agosto | 10  | 6 | 3 | 1 | 2 | 7  | 9  | -2   |
| 4    | Orlando Pirates    | 1   | 6 | 0 | 1 | 5 | 5  | 10 | -5   |

### 1998
Coupe des coupes 1998 :
| N° | Tour               | Club               | Aller | Total   | Retour | Club      |    |
| -- | ------------------ | ------------------ | ----- | ------- | ------ | --------- | -- |
| -  | Seizième de finale | USM Alger          | NI    | forfait | NI     | Hawks FC  |    |
| 22 | Huitième de finale | Ghapoha Readers    | 0 - 1 | 0 - 2   | 0 - 1  | USM Alger | 23 |
| 24 | Quart de finale    | Primeiro de Agosto | 3 - 0 | 5 - 1   | 2 - 1  | USM Alger | 25 |

### 1999
Coupe de la CAF 1999 :
| N° | Tour               | Club               | Aller | Total  | Retour | Club      |    |
| -- | ------------------ | ------------------ | ----- | ------ | ------ | --------- | -- |
| 26 | Premier tour       | USM Alger          | 2 - 1 | E4 - 4 | 2 - 3  | Horoya AC | 27 |
| 28 | Huitième de finale | Al Ahly Wad Madani | 0 - 2 | 0 - 7  | 0 - 5  | USM Alger | 29 |
| 30 | Quart de finale    | Wydad AC           | 1 - 0 | E2 - 2 | 1 - 2  | USM Alger | 31 |

### 2000
Coupe des coupes 2000 :
|    | Tour               | Club      | Aller | Total | Retour | Club      |    |
| -- | ------------------ | --------- | ----- | ----- | ------ | --------- | -- |
| 32 | Seizième de finale | JS Ténéré | 1 - 1 | 1 - 2 | 0 - 1  | USM Alger | 33 |

### 2002
Coupe des coupes 2002 :
|    | Tour               | Club                | Aller | Total  | Retour | Club      |    |
| -- | ------------------ | ------------------- | ----- | ------ | ------ | --------- | -- |
| 34 | Seizième de finale | Gazelle FC          | 0 - 0 | 1 - 6  | 1 - 6  | USM Alger | 35 |
| 36 | Huitième de finale | Mangasport          | 1 - 2 | 1 - 3  | 0 - 1  | USM Alger | 37 |
| 38 | Quart de finale    | US Transfoot        | 1 - 3 | 3 - 11 | 2 - 8  | USM Alger | 39 |
| 40 | Demi-finale        | Wydad de Casablanca | 0 - 0 | E2 - 2 | 2 - 2  | USM Alger | 41 |

### 2003
Ligue des champions 2003 :
|    | Tour               | Club         | Aller | Total | Retour | Club                  |    |
| -- | ------------------ | ------------ | ----- | ----- | ------ | --------------------- | -- |
| 42 | Seizième de finale | USM Alger    | 2 - 0 | 3 - 2 | 1 - 2  | Wallidan FC           | 43 |
| 44 | Huitième de finale | Stade malien | 1 - 1 | 1 - 3 | 0 - 2  | USM Alger             | 45 |
| 46 | Groupe B : J1/J5   | AS Aviação   | 1 - 0 | 1 - 2 | 0 - 2  | USM Alger             | 50 |
| 47 | Groupe B : J2/J6   | USM Alger    | 0 - 1 | 0 - 3 | 0 - 2  | Espérance de Tunis    | 51 |
| 48 | Groupe B : J3/J4   | USM Alger    | 3 - 0 | 5 - 0 | 2 - 0  | Canon Yaoundé         | 49 |
| 52 | Demi-finale        | USM Alger    | 1 - 1 | 2 - 3 | 1 - 2  | Enyimba International | 53 |

| Rang | Équipe             | Pts | J | G | N | P | Bp | Bc | Diff |
| ---- | ------------------ | --- | - | - | - | - | -- | -- | ---- |
| 1    | Espérance de Tunis | 14  | 6 | 4 | 2 | 0 | 7  | 2  | +5   |
| 2    | USM Alger          | 9   | 6 | 3 | 0 | 3 | 7  | 4  | +3   |
| 3    | Canon Yaoundé      | 7   | 6 | 2 | 1 | 3 | 6  | 10 | -4   |
| 4    | AS Aviação         | 4   | 6 | 1 | 1 | 4 | 3  | 7  | -4   |

### 2004
Ligue des champions 2004 :
|    | Tour               | Club               | Aller | Total           | Retour | Club              |    |
| -- | ------------------ | ------------------ | ----- | --------------- | ------ | ----------------- | -- |
| 54 | Seizième de finale | USM Alger          | 8 - 1 | 10 - 3          | 2 - 2  | ASFA Yennenga     | 55 |
| 56 | Huitième de finale | USM Alger          | 2 - 0 | 2 - 2 3 - 1 Tab | 0 - 2  | Asante Kotoko     | 57 |
| 58 | Groupe B : J1/J5   | ASC Jeanne d'Arc   | 2 - 1 | 3 - 2           | 1 - 1  | USM Alger         | 62 |
| 59 | Groupe B : J2/J6   | USM Alger          | 2 - 1 | 3 - 3           | 1 - 2  | Supersport United | 63 |
| 60 | Groupe B : J3/J4   | Espérance de Tunis | 2 - 1 | 2 - 4           | 0 - 3  | USM Alger         | 61 |

| Rang | Équipe             | Pts | J | G | N | P | Bp | Bc | Diff |
| ---- | ------------------ | --- | - | - | - | - | -- | -- | ---- |
| 1    | Espérance de Tunis | 12  | 6 | 4 | 0 | 2 | 12 | 7  | +5   |
| 2    | ASC Jeanne d'Arc   | 11  | 6 | 3 | 2 | 1 | 8  | 9  | -1   |
| 3    | USM Alger          | 7   | 6 | 2 | 1 | 3 | 8  | 8  | 0    |
| 4    | Supersport United  | 4   | 6 | 1 | 1 | 4 | 5  | 9  | -4   |

### 2005
Ligue des champions 2005 :
|    | Tour               | Club              | Aller | Total | Retour | Club      |    |
| -- | ------------------ | ----------------- | ----- | ----- | ------ | --------- | -- |
| 64 | Seizième de finale | Al Olympic Zaouia | 0 - 2 | 0 - 7 | 0 - 5  | USM Alger | 65 |
| 66 | Huitième de finale | USM Alger         | 0 - 1 | 2 - 3 | 2 - 2  | Al Ahly   | 67 |

Coupe de la confédération 2005 :
|    | Tour               | Club      | Aller | Total           | Retour | Club     |    |
| -- | ------------------ | --------- | ----- | --------------- | ------ | -------- | -- |
| 68 | Tour intermédiaire | USM Alger | 1 - 1 | 2 - 2 4 - 5 Tab | 1 - 1  | AS Marsa | 69 |

### 2006
Ligue des champions 2006 :
|    | Tour               | Club              | Aller | Total  | Retour | Club      |    |
| -- | ------------------ | ----------------- | ----- | ------ | ------ | --------- | -- |
| 70 | Tour préliminaire  | RC Kadiogo        | 1 - 1 | 1 - 2  | 0 - 1  | USM Alger | 71 |
| 72 | Seizième de finale | ASC Port Autonome | 2 - 1 | E4 - 4 | 2 - 3  | USM Alger | 73 |

### 2007
Ligue des champions 2007 :
|    | Tour              | Club      | Aller | Total  | Retour | Club    |    |
| -- | ----------------- | --------- | ----- | ------ | ------ | ------- | -- |
| 74 | Tour préliminaire | USM Alger | 3 - 1 | 3 - 3E | 0 - 2  | AS FNIS | 75 |

### 2013
Coupe de la confédération 2013 :
|    | Tour               | Club      | Aller | Total | Retour | Club            |    |
| -- | ------------------ | --------- | ----- | ----- | ------ | --------------- | -- |
| 76 | Seizième de finale | USM Alger | 1 - 0 | 4 - 2 | 3 - 2  | Panthère du Ndé | 77 |
| 78 | Huitième de finale | USM Alger | 0 - 0 | 0 - 3 | 0 - 3  | US Bitam        | 79 |

### 2015
Ligue des champions 2015 :
|    | Tour               | Club      | Aller | Total | Retour | Club            |    |
| -- | ------------------ | --------- | ----- | ----- | ------ | --------------- | -- |
| 80 | Tour préliminaire  | USM Alger | 3 - 0 | 4 - 3 | 1 - 3  | Foullah Edifice | 81 |
| 82 | Seizième de finale | USM Alger | 5 - 1 | 6 - 2 | 1 - 1  | AS Pikine       | 83 |
| 84 | Huitième de finale | USM Alger | 2 - 1 | 0 - 0 | 1 - 1  | AS Kaloum Star  | 85 |
| 86 | Groupe B : J1/J5   | ES Sétif  | 1 - 2 | 1 - 5 | 0 - 3  | USM Alger       | 90 |
| 87 | Groupe B : J2/J6   | USM Alger | 1 - 0 | 1 - 1 | 0 - 1  | Al Merreikh     | 91 |
| 88 | Groupe B : J3/J4   | USM Alger | 2 - 1 | 3 - 1 | 1 - 0  | MC El Eulma     | 89 |
| 92 | Demi-finale        | Al Hilal  | 1 - 2 | 1 - 2 | 0 - 0  | USM Alger       | 93 |
| 94 | Finale             | USM Alger | 1 - 2 | 1 - 4 | 0 - 2  | TP Mazembe      | 95 |

| Rang | Équipe      | Pts | J | G | N | P | Bp | Bc | Diff |  | Résultats (▼ dom., ► ext.) |     |     |     |     |
| ---- | ----------- | --- | - | - | - | - | -- | -- | ---- |  | -------------------------- | --- | --- | --- | --- |
| 1    | USM Alger   | 15  | 6 | 5 | 0 | 1 | 9  | 3  | +6   |  | USM Alger                  |     | 1-0 | 3-0 | 2-1 |
| 2    | Al Merreikh | 13  | 6 | 4 | 1 | 1 | 9  | 4  | +5   |  | Al Merreikh                | 1-0 |     | 2-0 | 2-0 |
| 3    | ES Sétif    | 5   | 6 | 1 | 2 | 3 | 5  | 10 | -5   |  | ES Sétif                   | 1-2 | 1-1 |     | 2-2 |
| 4    | MC El Eulma | 1   | 6 | 0 | 1 | 5 | 5  | 11 | -6   |  | MC El Eulma                | 0-1 | 2-3 | 0-1 |     |

### 2017
Ligue des champions 2017 :
|     | Tour               | Club              | Aller | Total  | Retour | Club                |     |
| --- | ------------------ | ----------------- | ----- | ------ | ------ | ------------------- | --- |
| 96  | Seizième de finale | USM Alger         | 2 - 0 | 2 - 1  | 0 - 1  | RC Kadiogo          | 97  |
| 98  | Groupe B : J1/J5   | USM Alger         | 3 - 0 | 4 - 1  | 1 - 1  | Al Ahly Tripoli     | 102 |
| 99  | Groupe B : J2/J6   | CAPS United       | 2 - 1 | 3 - 5  | 1 - 4  | USM Alger           | 103 |
| 100 | Groupe B : J3/J4   | Zamalek SC        | 1 - 1 | 1 - 3  | 0 - 2  | USM Alger           | 101 |
| 104 | Quart de finale    | Ferroviário Beira | 1 - 1 | 1 - 1E | 0 - 0  | USM Alger           | 105 |
| 106 | Demi-finale        | USM Alger         | 0 - 0 | 1 - 3  | 1 - 3  | Wydad Athletic Club | 107 |

| Rang | Équipe          | Pts | J | G | N | P | Bp | Bc | Diff |  | Résultats (▼ dom., ► ext.) |     |     |     |     |
| ---- | --------------- | --- | - | - | - | - | -- | -- | ---- |  | -------------------------- | --- | --- | --- | --- |
| 1    | USM Alger       | 11  | 6 | 3 | 2 | 1 | 12 | 5  | +7   |  | USM Alger                  |     | 3-0 | 2-0 | 4-1 |
| 2    | Al Ahly Tripoli | 9   | 6 | 2 | 3 | 1 | 11 | 10 | +1   |  | Al Ahly Tripoli            | 1-1 |     | 0-0 | 4-2 |
| 3    | Zamalek SC      | 6   | 6 | 1 | 3 | 2 | 6  | 8  | -2   |  | Zamalek SC                 | 1-1 | 2-2 |     | 2-0 |
| 4    | CAPS United     | 6   | 6 | 2 | 0 | 4 | 10 | 16 | -6   |  | CAPS United                | 2-1 | 2-4 | 3-1 |     |

### 2018
Coupe de la confédération 2018 :
|     | Tour             | Club              | Aller | Total  | Retour | Club           |     |
| --- | ---------------- | ----------------- | ----- | ------ | ------ | -------------- | --- |
| 108 | Premier tour     | AS Maniema Union  | 2 - 2 | 3 - 3E | 1 - 1  | USM Alger      | 109 |
| 110 | Second tour      | Plateau United FC | 2 - 1 | 2 - 5  | 0 - 4  | USM Alger      | 111 |
| 112 | Groupe D : J1/J5 | USM Alger         | 4 - 0 | 5 - 2  | 1 - 2  | Young Africans | 116 |
| 113 | Groupe D : J2/J6 | Gor Mahia         | 0 - 0 | 1 - 2  | 1 - 2  | USM Alger      | 117 |
| 114 | Groupe D : J3/J4 | Rayon Sports      | 1 - 2 | 2 - 3  | 1 - 1  | USM Alger      | 115 |
| 118 | Quart de finale  | Al-Masry Club     | 1 - 0 | 2 - 0  | 1 - 0  | USM Alger      | 119 |

| Rang | Équipe         | Pts | J | G | N | P | Bp | Bc | Diff |  | Résultats (▼ dom., ► ext.) |     |     |     |     |
| ---- | -------------- | --- | - | - | - | - | -- | -- | ---- |  | -------------------------- | --- | --- | --- | --- |
| 1    | USM Alger      | 11  | 6 | 3 | 2 | 1 | 10 | 5  | +5   |  | USM Alger                  |     | 1-1 | 2-1 | 4-0 |
| 2    | Rayon Sports   | 9   | 6 | 2 | 3 | 1 | 6  | 5  | +1   |  | Rayon Sports               | 1-2 |     | 1-1 | 1-0 |
| 3    | Gor Mahia      | 8   | 6 | 2 | 2 | 2 | 10 | 7  | +3   |  | Gor Mahia                  | 0-0 | 1-2 |     | 4-0 |
| 4    | Young Africans | 4   | 6 | 1 | 1 | 4 | 4  | 13 | -9   |  | Young Africans             | 2-1 | 0-0 | 2-3 |     |

### 2019/2020
Ligue des champions de la CAF 2019-2020 :
|     | Tour             | Club            | Aller | Total | Retour | Club              |     |
| --- | ---------------- | --------------- | ----- | ----- | ------ | ----------------- | --- |
| 120 | Premier tour     | AS SONIDEP      | 1 - 2 | 2 - 5 | 1 - 3  | USM Alger         | 121 |
| 122 | Second tour      | USM Alger       | 4 - 1 | 6 - 1 | 2 - 0  | Gor Mahia         | 123 |
| 124 | Groupe D : J1/J5 | USM Alger       | 1 - 1 | 2 - 4 | 1 - 3  | Wydad Casablanca  | 128 |
| 125 | Groupe D : J2/J6 | Petro de Luanda | 1 - 1 | 3 - 3 | 2 - 2  | USM Alger         | 129 |
| 126 | Groupe D : J3/J4 | USM Alger       | 0 - 1 | 1 - 3 | 1 - 2  | Mamelodi Sundowns | 127 |

| Rang | Équipe            | Pts | J | G | N | P | Bp | Bc | Diff |  | Résultats (▼ dom., ► ext.) |     |     |     |     |
| ---- | ----------------- | --- | - | - | - | - | -- | -- | ---- |  | -------------------------- | --- | --- | --- | --- |
| 1    | Mamelodi Sundowns | 14  | 6 | 4 | 2 | 0 | 8  | 2  | +6   |  | Mamelodi Sundowns          |     | 1-0 | 3-0 | 2-1 |
| 2    | Wydad AC          | 9   | 6 | 2 | 3 | 1 | 10 | 6  | +4   |  | Wydad AC                   | 0-0 |     | 4-1 | 3-1 |
| 3    | Petro Atlético    | 4   | 6 | 0 | 4 | 2 | 8  | 14 | -6   |  | Petro Atlético             | 2-2 | 2-2 |     | 1-1 |
| 4    | USM Alger         | 3   | 6 | 0 | 3 | 3 | 6  | 10 | -4   |  | USM Alger                  | 0-1 | 1-1 | 2-2 |     |

### 2022/2023
Coupe de la confédération 2022-2023 :
|     | Tour             | Club           | Aller | Total  | Retour | Club                 |     |
| --- | ---------------- | -------------- | ----- | ------ | ------ | -------------------- | --- |
| 130 | Deuxième tour    | ASC Kara       | 0 - 2 | 1 - 4  | 1 - 2  | USM Alger            | 131 |
| 132 | Tour de barrage  | Cape Town City | 0 - 0 | 0 - 1  | 0 - 1  | USM Alger            | 133 |
| 134 | Groupe A : J1/J5 | USM Alger      | 3 - 0 | 4 - 1  | 1 - 1  | FC Saint Éloi Lupopo | 138 |
| 135 | Groupe A : J2/J6 | Al-Akhdar      | 1 - 1 | 2 - 5  | 1 - 4  | USM Alger            | 139 |
| 136 | Groupe A : J3/J4 | USM Alger      | 2 - 0 | 2 - 2  | 0 - 2  | Marumo Gallants      | 137 |
| 140 | Quarts de finale | USM Alger      | 2 - 0 | 4 - 3  | 2 - 3  | FAR Rabat            | 141 |
| 142 | Demi-finale      | ASEC Mimosas   | 0 - 0 | 0 - 2  | 0 - 2  | USM Alger            | 143 |
| 144 | Finale           | Young Africans | 1 - 2 | 2 - 2E | 1 - 0  | USM Alger            | 145 |

| Rang | Équipe               | Pts | J | G | N | P | Bp | Bc | Diff |  | Résultats (▼ dom., ► ext.) |     |     |     |     |
| ---- | -------------------- | --- | - | - | - | - | -- | -- | ---- |  | -------------------------- | --- | --- | --- | --- |
| 1    | Marumo Gallants FC   | 12  | 6 | 4 | 0 | 2 | 12 | 10 | +2   |  | Marumo Gallants FC         |     | 2-0 | 3-2 | 4-1 |
| 2    | USM Alger            | 11  | 6 | 3 | 2 | 1 | 11 | 5  | +6   |  | USM Alger                  | 2-0 |     | 3-0 | 4-1 |
| 3    | FC Saint-Éloi Lupopo | 5   | 6 | 1 | 2 | 3 | 6  | 10 | -4   |  | FC Saint-Éloi Lupopo       | 1-2 | 1-1 |     | 1-0 |
| 4    | Al-Akhdar SC         | 5   | 6 | 1 | 2 | 3 | 8  | 12 | -4   |  | Al-Akhdar SC               | 4-1 | 1-1 | 1-1 |     |

### 2023
Supercoupe de la CAF 2023 :
|     | Tour   | Club       | Aller | Total  | Retour | Club      |
| --- | ------ | ---------- | ----- | ------ | ------ | --------- |
| 146 | Finale | Al Ahly SC | -     | 0 - 1* | -      | USM Alger |

* Match disputé à Taëfh.

### 2023/2024
Coupe de la confédération 2023-2024 :
|     | Tour             | Club                 | Aller              | Total  | Retour             | Club              |     |
| --- | ---------------- | -------------------- | ------------------ | ------ | ------------------ | ----------------- | --- |
| 147 | Deuxième tour    | FUS Rabat            | 1 - 1              | 1 - 1E | 0 - 0              | USM Alger         | 148 |
| 149 | Groupe A : J1/J5 | USM Alger            | 2 - 0              | 3 - 2  | 1 - 2              | Al-Hilal Benghazi | 153 |
| 150 | Groupe A : J2/J6 | Supersport United FC | 0 - 2              | 1 - 4  | 1 - 2              | USM Alger         | 154 |
| 151 | Groupe A : J3/J4 | USM Alger            | 1 - 0              | 1 - 0  | 0 - 0              | Modern Future FC  | 152 |
| 155 | Quarts de finale | Rivers United        | 1 - 0              | 1 - 2  | 0 - 2              | USM Alger         | 156 |
| 157 | Demi-finale      | USM Alger            | 0 - 3 (tapis vert) | 0 - 6  | 0 - 3 (tapis vert) | RS Berkane        | 158 |

| Rang | Équipe               | Pts | J | G | N | P | Bp | Bc | Diff |  | Résultats (▼ dom., ► ext.) |     |     |     |     |
| ---- | -------------------- | --- | - | - | - | - | -- | -- | ---- |  | -------------------------- | --- | --- | --- | --- |
| 1    | USM Alger            | 13  | 6 | 4 | 1 | 1 | 8  | 3  | +5   |  | USM Alger                  |     | 1-0 | 2-0 | 2-1 |
| 2    | Modern Future FC     | 11  | 6 | 3 | 2 | 1 | 9  | 3  | +6   |  | Modern Future FC           | 0-0 |     | 5-0 | 1-0 |
| 3    | Al-Hilal Benghazi    | 6   | 6 | 2 | 0 | 4 | 6  | 13 | -7   |  | Al-Hilal Benghazi          | 2-1 | 1-2 |     | 2-1 |
| 4    | Supersport United FC | 4   | 6 | 1 | 1 | 4 | 5  | 9  | -4   |  | Supersport United FC       | 0-2 | 1-1 | 2-1 |     |

### 2024/2025
Coupe de la confédération 2024-2025 :
|     | Tour             | Club           | Aller | Total           | Retour | Club            |     |
| --- | ---------------- | -------------- | ----- | --------------- | ------ | --------------- | --- |
| 159 | Deuxième tour    | Stade tunisien | 1 - 0 | 1 - 2           | 0 - 2  | USM Alger       | 160 |
| 161 | Groupe A : J1/J5 | USM Alger      | 6 - 0 | 8 - 1           | 2 - 1  | Orapa United FC | 165 |
| 162 | Groupe A : J2/J6 | ASC Jaraaf     | 0 - 0 | 0 - 2           | 0 - 2  | USM Alger       | 166 |
| 163 | Groupe A : J3/J4 | USM Alger      | 3 - 0 | 4 - 1           | 1 - 1  | ASEC Mimosas    | 164 |
| 167 | Quarts de finale | CS Constantine | 1 - 1 | 2 - 2 4 - 3 Tab | 1 - 1  | USM Alger       | 168 |

| Rang | Équipe          | Pts | J | G | N | P | Bp | Bc | Diff |  | Résultats (▼ dom., ► ext.) |     |     |     |     |
| ---- | --------------- | --- | - | - | - | - | -- | -- | ---- |  | -------------------------- | --- | --- | --- | --- |
| 1    | USM Alger       | 14  | 6 | 4 | 2 | 0 | 14 | 2  | +12  |  | USM Alger                  |     | 3-0 | 2-0 | 6-0 |
| 2    | ASEC Mimosas    | 8   | 6 | 2 | 2 | 2 | 7  | 5  | +2   |  | ASEC Mimosas               | 1-1 |     | 2-0 | 4-0 |
| 3    | ASC Jaraaf      | 8   | 6 | 2 | 2 | 2 | 2  | 4  | -2   |  | ASC Jaraaf                 | 0-0 | 1-0 |     | 1-0 |
| 4    | Orapa United FC | 2   | 6 | 0 | 2 | 4 | 1  | 13 | -12  |  | Orapa United FC            | 1-2 | 0-0 | 0-0 |     |

## Bilan
- 168 matchs en Coupe d'Afrique (C1, C2, C3, SC).

| Coupe                                        | Participations | Matchs joués | Victoires | Nuls | Défaites | Buts marqués | Buts encaissés | Meilleure performance   |
| Ligue des champions (C1)                     | 09             | 80           | 37        | 19   | 24       | 132          | 82             | Finaliste (2015)        |
| Coupe d'Afrique des vainqueurs de coupe (C2) | 05             | 25           | 13        | 4    | 8        | 40           | 25             | Demi-finaliste (2002)   |
| Coupe de la CAF (C3)                         | 01             | 6            | 4         | 0    | 2        | 13           | 6              | Quarts de finale (1999) |
| Coupe de la confédération (remplace la C3)   | 06             | 56           | 25        | 17   | 14       | 77           | 46             | Vainqueur (2023)        |
| Supercoupe de la CAF                         | 01             | 1            | 1         | 0    | 0        | 1            | 0              | Vainqueur (2023)        |
| TOTAL                                        | 22             | 168          | 80        | 41   | 47       | 263          | 159            | 2 trophée CAF           |

Mise à jour après le match USM Alger - CS Constantine (le 9 avril 2025 à Alger).

### Bilan des buteurs
| Nom                  |  | Nb de buts total | Ligue des champions | Coupe des Coupes | Coupe de la CAF Coupe de la confédération | Supercoupe de la CAF |
| -------------------- |  | ---------------- | ------------------- | ---------------- | ----------------------------------------- | -------------------- |
| Billel Dziri         |  | 16               | 14                  | 1                | 1                                         | 0                    |
| Tarek Hadj Adlane    |  | 15               | 7                   | 2                | 6                                         | 0                    |
| Mamadou Diallo       |  | 10               | 10                  | 0                | 0                                         | 0                    |
| Oussama Darfalou     |  | 10               | 5                   | 0                | 5                                         | 0                    |
| Issaad Bourahli      |  | 9                | 4                   | 5                | 0                                         | 0                    |
| Aymen Mahious        |  | 9                | 5                   | 0                | 4                                         | 0                    |
| Farouk Chafaï        |  | 7                | 5                   | 0                | 2                                         | 0                    |
| Rabie Benchergui     |  | 7                | 3                   | 4                | 0                                         | 0                    |
| Mohamed Rabie Meftah |  | 6                | 6                   | 0                | 0                                         | 0                    |
| Amar Ammour          |  | 6                | 4                   | 2                | 0                                         | 0                    |
| Abderrahmane Meziane |  | 6                | 1                   | 0                | 5                                         | 0                    |
| Ismail Belkacemi     |  | 6                | 0                   | 0                | 6                                         | 0                    |
| Saâdi Radouani       |  | 5                | 0                   | 0                | 5                                         | 0                    |
| Zakaria Benchaâ      |  | 5                | 5                   | 0                | 0                                         | 0                    |
| Moncef Ouichaoui     |  | 5                | 4                   | 1                | 0                                         | 0                    |
| Mintou Doucoure      |  | 5                | 4                   | 0                | 1                                         | 0                    |
| Hocine Achiou        |  | 5                | 3                   | 1                | 1                                         | 0                    |
| Zineddine Belaïd     |  | 5                | 0                   | 0                | 4                                         | 1                    |
| CSC                  |  | 4                | 0                   | 0                | 4                                         | 0                    |
| TOTAL                |  | 260              | 129                 | 40               | 90                                        | 1                    |

- Statistiques depuis le début de l'an 1982 sauf un match en Ligue des champions 1997 contre CD Travadores match retour.
- Joueurs présents au club en 2024/2025

Mise à jour après le match USM Alger - CS Constantine (le 9 avril 2025 à Alger).

### Bilan des capés
| Nom                        |  | Nb de capés total | Ligue des champions | Coupe des Coupes | Coupe de la CAF Coupe de la confédération | Supercoupe de la CAF |
| -------------------------- |  | ----------------- | ------------------- | ---------------- | ----------------------------------------- | -------------------- |
| Mohamed Lamine Zemmamouche |  | 49                | 37                  | 0                | 12                                        | 0                    |
| Mohamed Rabie Meftah       |  | 41                | 29                  | 0                | 12                                        | 0                    |
| Oussama Chita              |  | 38                | 2                   | 0                | 35                                        | 1                    |
| Hamza Koudri               |  | 38                | 28                  | 0                | 10                                        | 0                    |
| Farouk Chafaï              |  | 37                | 23                  | 0                | 14                                        | 0                    |
| Oussama Benbot             |  | 36                | 0                   | 0                | 35                                        | 1                    |
| Hocine Achiou              |  | 36                | 27                  | 7                | 2                                         | 0                    |
| Mokhtar Benmoussa          |  | 36                | 26                  | 0                | 10                                        | 0                    |
| Farid Djahnine             |  | 35                | 25                  | 8                | 2                                         | 0                    |
| Mounir Zeghdoud            |  | 34                | 26                  | 6                | 2                                         | 0                    |
| Adem Alilet                |  | 33                | 2                   | 0                | 30                                        | 1                    |
| Billel Dziri               |  | 33                | 25                  | 6                | 2                                         | 0                    |
| Mohamed Hamdoud            |  | 33                | 27                  | 5                | 1                                         | 0                    |
| Abderrahmane Meziane       |  | 33                | 13                  | 0                | 20                                        | 0                    |
| Saâdi Radouani             |  | 31                | 0                   | 0                | 30                                        | 1                    |
| Ismaïl Belkacemi           |  | 29                | 0                   | 0                | 28                                        | 1                    |
| Aymen Mahious              |  | 29                | 10                  | 0                | 19                                        | 0                    |
| Brahim Benzaza             |  | 28                | 0                   | 0                | 27                                        | 1                    |
| Islam Merili               |  | 28                | 0                   | 0                | 27                                        | 1                    |
| Amar Ammour                |  | 28                | 25                  | 3                | 0                                         | 0                    |
| Rabah Deghmani             |  | 28                | 21                  | 6                | 1                                         | 0                    |
| Mohammed Benkhemassa       |  | 27                | 18                  | 0                | 9                                         | 0                    |
| Zineddine Belaïd           |  | 26                | 0                   | 0                | 25                                        | 1                    |
| Taher Benkhelifa           |  | 26                | 7                   | 0                | 18                                        | 1                    |
| Mahieddine Meftah          |  | 25                | 17                  | 6                | 2                                         | 0                    |
| Karim Ghazi                |  | 25                | 18                  | 6                | 1                                         | 0                    |
| Ayoub Abdellaoui           |  | 24                | 18                  | 0                | 6                                         | 0                    |
| Hocine Metref              |  | 24                | 22                  | 0                | 2                                         | 0                    |
| Salim Aribi                |  | 23                | 20                  | 3                | 0                                         | 0                    |
| Raouf Benguit              |  | 22                | 10                  | 0                | 12                                        | 0                    |
| Rabie Benchergui           |  | 20                | 15                  | 4                | 1                                         | 0                    |
| Charles Andriamanitsinoro  |  | 20                | 20                  | 0                | 0                                         | 0                    |

- Statistiques depuis le début de l'an 2000 début du match de retour contre JS Ténéré
- Joueurs présents au club en 2024/2025

Mise à jour après le match USM Alger - CS Constantine (le 9 avril 2025 à Alger).

### Bilan par pays
|   | Pays           | Domicile | Domicile | Domicile | Domicile | Domicile | Domicile | Domicile | Extérieur | Extérieur | Extérieur | Extérieur | Extérieur | Extérieur | Extérieur | Total | Total | Total | Total | Total | Total | Total |
| J | Pays           | V        | N        | D        | Bp       | Bc       | Diff     | J        | V         | N         | D         | Bp        | Bc        | Diff      | J         | V     | N     | D     | Bp    | Bc    | Diff  |       |
| - | -------------- | -------- | -------- | -------- | -------- | -------- | -------- | -------- | --------- | --------- | --------- | --------- | --------- | --------- | --------- | ----- | ----- | ----- | ----- | ----- | ----- | ----- |
|   | Afrique du Sud | 6        | 5        | 0        | 1        | 9        | 4        | +5       | 6         | 1         | 2         | 3         | 5         | 7         | -2        | 12    | 6     | 2     | 4     | 14    | 11    | +3    |
|   | Algérie        | 3        | 2        | 1        | 0        | 6        | 2        | +4       | 3         | 2         | 1         | 0         | 4         | 2         | +3        | 6     | 4     | 2     | 0     | 10    | 4     | +6    |
|   | Angola         | 4        | 2        | 1        | 1        | 6        | 4        | +2       | 4         | 0         | 1         | 3         | 2         | 7         | -5        | 8     | 2     | 2     | 4     | 8     | 11    | -3    |
|   | Burkina Faso   | 3        | 3        | 0        | 0        | 11       | 1        | +10      | 3         | 0         | 2         | 1         | 3         | 4         | -1        | 6     | 3     | 2     | 1     | 14    | 5     | +9    |
|   | Botswana       | 1        | 1        | 0        | 0        | 6        | 0        | +6       | 1         | 1         | 0         | 0         | 2         | 1         | +1        | 2     | 2     | 0     | 0     | 8     | 1     | +7    |
|   | Cameroun       | 2        | 2        | 0        | 0        | 4        | 0        | +4       | 2         | 2         | 0         | 0         | 5         | 2         | +3        | 4     | 4     | 0     | 0     | 9     | 2     | +7    |
|   | Cap-Vert       | 1        | 1        | 0        | 0        | 6        | 1        | +5       | 1         | 1         | 0         | 0         | 3         | 2         | +2        | 2     | 2     | 0     | 0     | 9     | 2     | +7    |
|   | Côte d'Ivoire  | 2        | 2        | 0        | 0        | 5        | 0        | +5       | 2         | 0         | 2         | 0         | 1         | 1         | +0        | 4     | 2     | 2     | 0     | 6     | 1     | +5    |
|   | RD Congo       | 3        | 1        | 1        | 1        | 5        | 3        | +2       | 3         | 0         | 2         | 1         | 3         | 5         | -2        | 6     | 1     | 3     | 2     | 8     | 8     | 0     |
|   | Congo          | 1        | 1        | 0        | 0        | 2        | 0        | +2       | 1         | 0         | 0         | 1         | 0         | 1         | -1        | 2     | 1     | 0     | 1     | 2     | 1     | +1    |
|   | Égypte         | 4        | 2        | 0        | 2        | 3        | 2        | +1       | 5         | 1         | 3         | 1         | 4         | 4         | +0        | 9     | 3     | 3     | 3     | 7     | 6     | +1    |
|   | Gabon          | 2        | 1        | 1        | 0        | 1        | 0        | +1       | 1         | 1         | 0         | 1         | 2         | 4         | -2        | 4     | 2     | 1     | 1     | 3     | 4     | -1    |
|   | Gambie         | 1        | 1        | 0        | 0        | 2        | 0        | +2       | 1         | 0         | 0         | 1         | 1         | 2         | -1        | 2     | 1     | 0     | 1     | 3     | 2     | +1    |
|   | Ghana          | 3        | 3        | 0        | 0        | 5        | 1        | +4       | 3         | 1         | 0         | 2         | 1         | 4         | -3        | 6     | 4     | 0     | 2     | 6     | 5     | +2    |
|   | Guinée         | 2        | 2        | 0        | 0        | 4        | 2        | +2       | 2         | 0         | 1         | 1         | 3         | 4         | -1        | 4     | 2     | 1     | 1     | 7     | 6     | +1    |
|   | Kenya          | 2        | 2        | 0        | 0        | 6        | 2        | +4       | 2         | 1         | 1         | 0         | 2         | 0         | +2        | 4     | 3     | 1     | 0     | 8     | 2     | +6    |
|   | Libye          | 4        | 4        | 0        | 0        | 14       | 1        | +13      | 4         | 1         | 2         | 1         | 5         | 4         | +1        | 8     | 5     | 2     | 1     | 19    | 5     | +14   |
|   | Madagascar     | 2        | 1        | 0        | 1        | 9        | 5        | +4       | 1         | 1         | 0         | 0         | 3         | 1         | +2        | 3     | 2     | 0     | 1     | 12    | 6     | +6    |
|   | Mali           | 2        | 2        | 0        | 0        | 3        | 0        | +3       | 2         | 0         | 1         | 1         | 1         | 2         | -1        | 4     | 2     | 1     | 1     | 4     | 2     | +2    |
|   | Maroc          | 8        | 2        | 5        | 1        | 9        | 9        | +0       | 8         | 1         | 2         | 5         | 7         | 14        | -7        | 16    | 3     | 7     | 6     | 16    | 23    | -7    |
|   | Mozambique     | 1        | 0        | 1        | 0        | 1        | 1        | 0        | 1         | 0         | 1         | 0         | 0         | 0         | 0         | 2     | 0     | 2     | 0     | 1     | 1     | 0     |
|   | Niger          | 4        | 4        | 0        | 0        | 11       | 2        | +9       | 4         | 1         | 1         | 2         | 3         | 5         | -2        | 8     | 5     | 1     | 2     | 14    | 7     | +7    |
|   | Nigeria        | 5        | 4        | 1        | 0        | 12       | 1        | +11      | 5         | 0         | 0         | 5         | 3         | 10        | -7        | 10    | 4     | 1     | 5     | 15    | 11    | +4    |
|   | Rwanda         | 1        | 0        | 1        | 0        | 1        | 1        | 0        | 1         | 1         | 0         | 0         | 2         | 1         | +1        | 2     | 1     | 1     | 0     | 3     | 2     | +1    |
|   | Sénégal        | 4        | 3        | 1        | 0        | 11       | 4        | +7       | 4         | 0         | 2         | 2         | 3         | 5         | -2        | 8     | 3     | 3     | 2     | 14    | 9     | +5    |
|   | Soudan         | 3        | 2        | 1        | 0        | 6        | 0        | +6       | 3         | 2         | 0         | 1         | 4         | 2         | +2        | 6     | 4     | 1     | 1     | 10    | 2     | +8    |
|   | Tchad          | 2        | 2        | 0        | 0        | 9        | 1        | +8       | 2         | 0         | 1         | 1         | 1         | 3         | -2        | 4     | 2     | 1     | 1     | 10    | 4     | +6    |
|   | Tanzanie       | 2        | 1        | 0        | 1        | 4        | 1        | +3       | 2         | 1         | 0         | 1         | 3         | 3         | 0         | 4     | 2     | 0     | 2     | 7     | 4     | +3    |
|   | Togo           | 1        | 1        | 0        | 0        | 2        | 1        | +1       | 1         | 1         | 0         | 0         | 2         | 0         | +2        | 2     | 2     | 0     | 0     | 4     | 1     | +3    |
|   | Tunisie        | 4        | 2        | 1        | 1        | 6        | 2        | +4       | 4         | 0         | 1         | 3         | 2         | 6         | -4        | 8     | 2     | 2     | 4     | 8     | 8     | +0    |
|   | Zimbabwe       | 1        | 1        | 0        | 0        | 4        | 1        | +3       | 1         | 0         | 0         | 1         | 1         | 2         | -1        | 2     | 1     | 0     | 1     | 5     | 3     | +2    |
|   | Total          | 84       | 59       | 15       | 9        | 183      | 52       | +131     | 84        | 20        | 26        | 40        | 78        | 108       | -28       | 168   | 80    | 41    | 47    | 263   | 159   | +104  |
|   |                | J        | V        | N        | D        | Bp       | Bc       | Diff     | J         | V         | N         | D         | Bp        | Bc        | Diff      | J     | V     | N     | D     | Bp    | Bc    | Diff  |

Mise à jour après le match USM Alger - CS Constantine (le 9 avril 2025 à Alger).

## Compétitions UAFA

### Historique

#### Années 2000
Tournoi du Prince Faysal bin Fahad 2003 :
| Tour            | Adversaire     | Score |
| --------------- | -------------- | ----- |
| Quarts Groupe B | Zamalek SC     | 1 – 1 |
| Quarts Groupe B | Nadi Al-Shorta | 1 – 1 |
| Quarts Groupe B | Koweït SC      | 1 – 1 |
| Quarts Groupe B | Al Jaish Damas | 4 – 1 |

| Rang | Équipe         | Pts | J | G | N | P | Bp | Bc | Diff |
| ---- | -------------- | --- | - | - | - | - | -- | -- | ---- |
| 1    | Koweït SC      | 8   | 4 | 2 | 2 | 0 | 9  | 5  | +4   |
| 2    | Zamalek SC     | 7   | 4 | 2 | 1 | 1 | 5  | 5  | 0    |
| 3    | USM Alger      | 6   | 4 | 1 | 3 | 0 | 7  | 4  | +3   |
| 4    | Al Jaish Damas | 3   | 4 | 1 | 0 | 3 | 6  | 10 | -4   |
| 5    | Nadi Al-Shorta | 2   | 4 | 0 | 2 | 2 | 6  | 9  | -3   |

Ligue des champions arabes 2007-08 :
| Tour            | Adversaire          | Dom.  | Ext.  | Note                            |
| --------------- | ------------------- | ----- | ----- | ------------------------------- |
| 1er tour        | Talaba SC           | 2 – 0 | 2 – 0 |                                 |
| 2e tour         | Al Arabi            | x     | 2 – 3 | Al Arabi est exclu par la FIFA. |
| Quarts Groupe B | Wydad de Casablanca | 2 – 1 | 3 – 2 |                                 |
| Quarts Groupe B | El Geish            | 0 – 1 | 0 – 0 |                                 |
| Quarts Groupe B | Al Taliya Hama      | 0 – 1 | 0 – 0 |                                 |

| Rang | Équipe              | Pts | J | G | N | P | Bp | Bc | Diff |
| ---- | ------------------- | --- | - | - | - | - | -- | -- | ---- |
| 1    | Wydad de Casablanca | 10  | 6 | 3 | 1 | 2 | 11 | 6  | +5   |
| 2    | El Geish            | 8   | 6 | 2 | 2 | 2 | 3  | 5  | -2   |
| 3    | USM Alger           | 8   | 6 | 2 | 2 | 2 | 5  | 5  | 0    |
| 4    | Al Taliya Hama      | 7   | 6 | 2 | 1 | 3 | 4  | 7  | -3   |

Ligue des champions arabes 2008-09 :
| Tour     | Adversaire | Dom.  | Ext.  |
| -------- | ---------- | ----- | ----- |
| 1er tour | Al Wahda   | 3 – 0 | 1 – 3 |
| 2e tour  | Ismaily SC | 1 – 4 | 1 – 3 |

### Coupe de l'UAFA 2012-2013
| Tour          | Adversaire       | Dom.  | Ext.  | Note                               |
| 8es de finale | FC Tevragh Zeïna | 2 – 1 | 2 – 0 |                                    |
| Quarts        | Al Buqa'a        | 3 – 2 | 6 – 1 |                                    |
| Demies        | Ismaily SC       | 0 – 0 | 0 – 0 | Qualification aux tirs au but 4-3. |
| Finale        | Al-Arabi         | 3 – 2 | 0 – 0 |                                    |

### Championnat arabe des clubs 2017-2018
| Tour          | Adversaire        | Dom. | Ext.  | Note |
| 16e de finale | Al-Qowa Al-Jawiya | -    | 0 – 1 |      |

## Compétitions UMF

### Historique

#### Années 1970
Coupe du Maghreb des vainqueurs de coupe 1970 :
| Tour        | Adversaire        | Score |
| Demi-finale | Al Hilal Benghazi | 2 – 1 |
| Finale      | RS Settat         | 0 – 1 |

Coupe du Maghreb des vainqueurs de coupe 1971 :
| Tour        | Adversaire          | Score |
| Demi-finale | Club africain       | 0 – 1 |
| 3e place    | Wydad de Casablanca | 1 – 3 |